# Henrik Castegren
Henrik Castegren (Norrköping, 28 de marzo de 1996) es un futbolista sueco que juega en la demarcación de defensa para el IK Sirius Fotboll de la Allsvenskan.

## Selección nacional
Hizo su debut con la selección de fútbol de Suecia en un partido amistoso contra Estonia que finalizó con un resultado de 2-1 a favor del combinado sueco tras el gol de Kevor Palumets para Estonia, y de Sebastian Nanasi y Isaac Thelin para Suecia.

## Clubes
| Club                  | País    | Año       | Partidos | Goles |
| --------------------- | ------- | --------- | -------- | ----- |
| IF Sylvia (cedido)    | Suecia  | 2014-2015 | 26       | 2     |
| IFK Norrköping        | Suecia  | 2016-2017 | 7        | 1     |
| Degerfors IF (cedido) | Suecia  | 2018      | 6        | 1     |
| IFK Norrköping        | Suecia  | 2018-2021 | 92       | 3     |
| Lechia Gdańsk         | Polonia | 2022-2023 | 8        | 0     |
| IK Sirius Fotboll     | Suecia  | 2023-     | 50       | 4     |